# Lepthyphantes rubescens
Lepthyphantes rubescens är en spindelart som beskrevs av James Henry Emerton 1926. Lepthyphantes rubescens ingår i släktet Lepthyphantes och familjen täckvävarspindlar. Inga underarter finns listade i Catalogue of Life.